# Massimo Bucciantini
Massimo Bucciantini (San Marcello Pistoiese, 1952) è uno storico italiano.

## Biografia
Massimo Bucciantini ha insegnato Storia della scienza e Letteratura italiana contemporanea all'Università di Siena, è stato visiting professor all’École normale supérieure di Parigi e al Politecnico di Zurigo. È membro del comitato scientifico del Museo Galileo di Firenze, di cui co-dirige la rivista Galilæana, e scrive sul supplemento domenicale del Sole 24 ore. La sua attività di ricerca si concentra soprattutto sulle origini della scienza moderna, con particolare riferimento a Galileo Galilei, e sui rapporti tra scienza e letteratura in età contemporanea, con particolare riferimento a Primo Levi e Italo Calvino.
Ha ideato e dirige, con Marica Setaro, la rassegna Le parole di Hurbinek, una serie di iniziative e incontri intorno al Giorno della Memoria, che si svolge a Pistoia ogni anno a fine gennaio.

## Opere
È autore di varie monografie e diversi saggi pubblicati in volume o in riviste scientifiche.
- Siamo tutti galileiani, Collana Vele, Torino, Einaudi, 2023, ISBN 978-88-062-5680-7.
- In un altro mondo. Galileo Galilei, Vincent van Gogh, Primo Levi, Collana La Cultura n.1663, Milano, Il Saggiatore, 2023, ISBN 978-88-428-3094-8.
- Addio Lugano bella. Storie di ribelli, anarchici e lombrosiani, Collana Saggi, Torino, Einaudi, 2020, ISBN 978-88-062-4432-3.
- Un Galileo a Milano, Collana Saggi, Torino, Einaudi, 2017, ISBN 978-88-06-23039-5.
- Campo dei fiori. Storia di un monumento maledetto, Collana Saggi, Torino, Einaudi, 2015, ISBN 978-88-06-21780-8.
- Massimo Bucciantini, Michele Camerota e Franco Giudice, Il telescopio di Galileo. Una storia europea, Collana Piccola Biblioteca. Nuova serie, Torino, Einaudi, 2012, ISBN 978-88-06-20113-5. [trad. inglese Galileo’s Telescope. A European History, Cambridge Mass., Harvard University Press, ISBN 9780674736917]
- Esperimento Auschwitz, Collana Lezioni Primo Levi, Torino, Einaudi, 2011, ISBN 978-88-06-20734-2.
- Italo Calvino e la scienza: gli alfabeti del mondo, Collana Saggi.Arti e lettere, Roma, Donzelli, 2007, ISBN 978-88-6036-163-9. nuova ed. col titolo Pensare l'universo. Italo Calvino e la scienza, Collana Saggi, Roma, Donzelli, 2023, ISBN 978-88-552-2440-6.
- Galileo e Keplero. Filosofia, cosmologia e teologia nell'Età della Controriforma, Collana Biblioteca di cultura storica, Torino, Einaudi, 2003, ISBN 978-88-06-16596-3.  [trad. francese Paris, Les Belles Lettres, 2008]
- Contro Galileo. Alle origini dell'«affaire», Collana Biblioteca di Nuncius, Firenze, Olschki, 1995, ISBN 978-88-222-4328-7.

### Curatele
- Galilæana, vol. 21, n. 1, 2024, “Galileo and Literature”[5].
- Massimo Bucciantini (a cura di), The Science and the Myth of Galileo Between 17th and 19th centuries in Europe, Firenze, Olschki, 2021, ISBN 978-88-222-6740-5.
- Aut aut, n. 385, marzo 2020, “Agostino Pirella. Il sapere di uno psichiatra”, a cura di Massimo Bucciantini e Mario Colucci.
- Galileo Galilei, Le opere di Galileo Galilei. Appendice. 2: Carteggio, a cura di Michele Camerota e Patrizia Ruffo, Firenze, Giunti, 2015, ISBN 978-88-098-0605-4., con la collaborazione di Massimo Bucciantini.
- Galileo Galilei, Scienza e religione. Scritti copernicani, con Michele Camerota, Roma, Donzelli, 2009.
- Massimo Bucciantini, Michele Camerota e Franco Giudice (a cura di), Il caso Galileo. Una rilettura storica, filosofica, teologica. Atti del Convegno internazionale di studi (Firenze, 26-30 maggio). Con DVD, Firenze, Olschki, 2011, ISBN 978-88-222-6039-0.
- La diffusione del copernicanesimo in Italia, 1543-1610, con Maurizio Torrini, Firenze, Olschki, 1997.
- Geometria e atomismo nella scuola galileiana, con Maurizio Torrini, Firenze, Olschki, 1992.
- Benedetto Castelli, Carteggio, Firenze, Olschki, 1988, ISBN 978-88-222-3603-6.

## Premi e riconoscimenti
I saggi di ricerca di Massimo Bucciantini hanno ricevuto diversi premi in ambito nazionale e internazionale.
- 2009, Prix Louis Liard dell'Institut de France per Galilée et Kepler [6]
- 2015, Premio Viareggio per Campo dei fiori[7]
- 2015, Premio Mario Di Nola dell’Accademia Nazionale dei Lincei per Esperimento Auschwitz[8]
- 2016, Premio Biblioteche di Roma, per Campo dei fiori[9]
- 2020-2021, Premio Pozzale Luigi Russo per Addio Lugano bella[10]

Il saggio Il telescopio di Galileo, scritto con Michele Camerota e Franco Giudice, è stato finalista al Premio letterario Galileo. La sua traduzione inglese, Galileo’s Telescope: A European History, è stata nella shortils del premio Dingle 2017 della British Society for the History of Science.